# 衡山金丝桃
衡山金丝桃（学名：[Hypericum hengshanense] 错误：{{Lang}}：文本有斜体标记（帮助））为藤黄科金丝桃属下的一个种。

## 扩展阅读
- 維基物種上的相關：衡山金丝桃